# Leif G.W. Persson

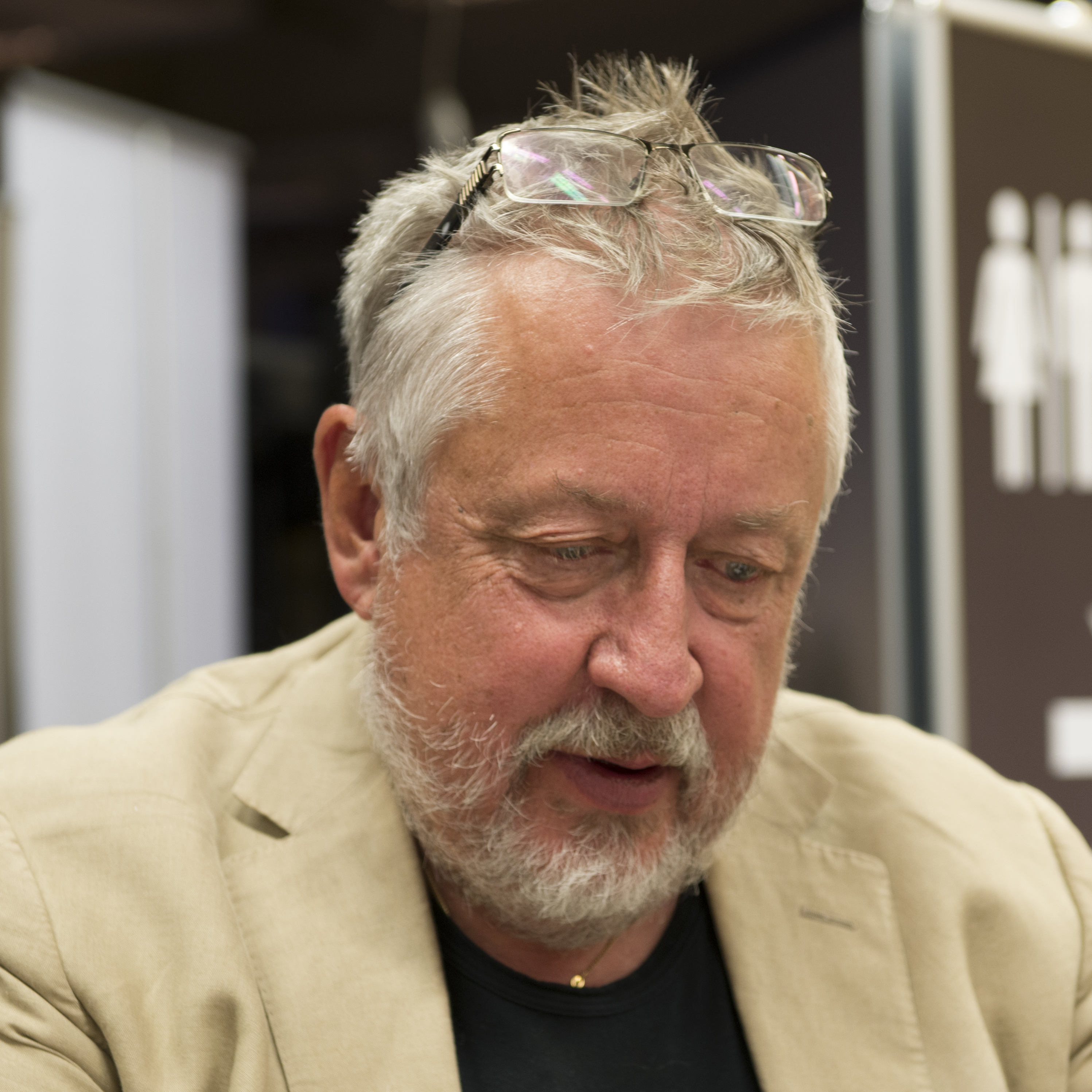

Leif Gustav Willy Persson o Leif GW Persson (12 de marzo de 1945, Estocolmo) es un criminólogo y autor sueco, conocido por sus historias de detectives y apariciones en televisión y periódicos.

## Biografía
Leif GW Persson creció en Gärdet (Estocolmo). Su padre era carpintero y obrero, y su madre, ama de casa. La familia se mudó a Valhallavägen, donde Persson asistió a la escuela Norra Real. Cursó  estudios superiores en la Universidad de Estocolmo en 1965. En 1972 empezó a utilizar las iniciales GW en su nombre. 
Entre 1967 y 1977, Persson trabajó como experto y asesor de la Junta Nacional de Policía. Fue él quien hizo llegar al periodista Peter Bratt  la información sobre un comunicado confidencial que el jefe de la Policía Nacional había hecho llegar al primer ministro Olof Palme sobre  los contactos del  ministro de Justicia, Lennart Geijer, con una red de prostitución. Este asunto tuvo mucha difusión en los medios de comunicación, y Leif GW Persson perdió su puesto en la Junta Nacional de Policía y sufrió una depresión que le llevó al borde del suicidio. La trama de su primera novela, Grisfesten, guarda ciertos paralelismos con el caso Geijer, aunque Persson ha negado que la obra sea una descripción de los hechos reales.
En la primavera de 1980, Person presentó una tesis doctoral sobre los problemas de medición estadística en criminología (Hidden Criminality, Estocolmo 1980). En 1982, obtuvo una plaza de profesor asociado en la Universidad de Estocolmo, y en 1991 volvió a la Junta Nacional de Policía  como profesor de Criminología. En 2008 anunció su cese en un artículo del periódico Expressen, en el que criticaba la centralización en curso dentro de la policía y el nombramiento de Bengt Svenson como nuevo jefe de la Policía Nacional, pero decidió permanecer en su puesto a petición de la ministra de justicia Beatrice Ask y Bengt Svensson, hasta su jubilación a los 67 años.  
También ha trabajado como perito en el Ministerio de Justicia . Su tesis doctoral y trabajo científico tratan principalmente sobre delitos de contrabando. Prestó apoyo al autor y periodista Per Lindeberg en un proyecto de investigación periodística, que luego este plasmó en el libro Döden är en man (La muerte es un hombre).

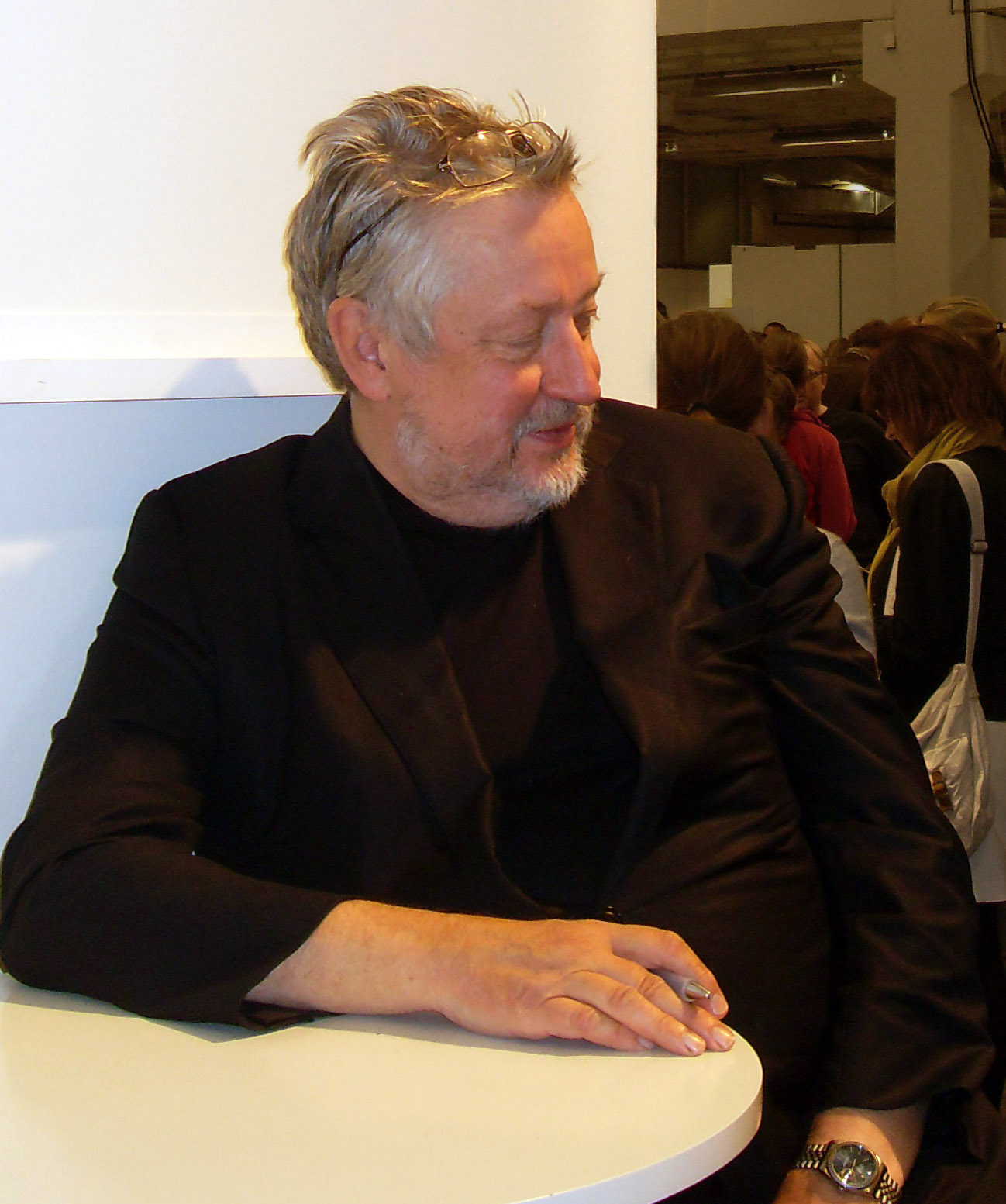
Leif GW Persson en la Feria del Libro y la Biblioteca de Gotemburgo en 2005.

Persson ha escrito varias historias de detectives con un trasfondo de crítica social; es el creador de los personajes ficticios Evert Bäckström, Bo Jarnebring y Lars Martin Johansson. También es conocido por numerosas apariciones en la televisión como presentador o invitado. Realizó un perfil de perpetrador para la cadena Sveriges Television (SVT) en el caso de un asesinato en masa sin resolver en Solna en 1984. Junto con Jan Guillou, creó el programa de televisión Grabbarna på Fagerhult y, en relación con este espacio, publicó algunos libros de cocina, como por ejemplo, Grabbarnas Kokbok. Participó como experto en criminología en el programa de TV3 basado en la reconstrucción de crímenes reales Efterlyst. Person apareció en este programa entre 1998 y 2010, con un descanso temporal durante la primera temporada de 2006. En el otoño de 2010, empezó a presentar Veckans brott, un programa del mismo género, en SVT junto con Camilla Kvartoft.
En febrero de 2012, el periódico Aftonbladet anunció que la productora estadounidense 20th Century Fox había comprado los derechos de las novelas con Evert Bäckström como protagonista Linda, como en el asesinato de Linda y Quien mate al dragón para realizar una serie de televisión en Estados Unidos. La compañía de televisión Fox transmitió 13 episodios de la serie Backstrom en 2015, en la que el protagonista, renombrado como Everett Backstrom, dirige la unidad de crímenes graves en la comisaría de policía de Portland, Oregon. Hart Hanson fue el creador de la serie y en parte guionista, y Rainn Wilson actuó en el papel principal.

### Familia y vida privada
Leif GW Persson estuvo casado entre 1968 y 1980 con la enfermera Birgitta Liedstrand, y entre 1987 y 2002 con Margareta Jönsson. Desde 2003 su esposa es la economista Kim Olsson. Vive en un apartamento en el municipio de Solna y alquila una granja con tierras de caza a la duquesa de Otrante en el castillo de Elghammar en las afueras de Gnesta en Sörmland .
Persson tuvo su primer hijo a los 20 años, en 1965. Luego tuvo dos hijas durante su primer matrimonio; una de ellas es la escritora Malin Persson Giolito, nacida en 1969. De su segundo matrimonio tuvo una tercera hija.

## Obra
Entre su docena de novelas de detectives, pueden destacarse Den döende detektiven (2010) —publicada en español como El detective moribundo—, su obra más galardonada. También ha recibido premios por Linda - som i Lindamordet (2005) (Linda, como en el asesinato de Linda) y En annan tid, ett annat liv (2003) —Otro tiempo, otra vida—, la segunda entrega de la trilogía Välfärdsstatens fall y Samhällsbärarna (1982).
Varias de sus novelas se han adaptado al cine o a la televisión. Las películas Mannen från Mallorca (1984) y  I lagens namn (1986) están basadas en Grisfesten (1978) y Samhällsbärarna, respectivamente. La serie de televisión de 2013 En pilgrims död es una adaptación de Välfärdsstatens fall, trilogía que comprende, además de Otro tiempo, otra vida, Mellan sommarens längtan och vinterns köld (2002) —Entre la promesa del verano y el frío del invierno— y Faller fritt som i en dröm (2007) —En caída libre como en un sueño—. La serie de SVT Profitörerna, emitida en 1983, se basa en la novela del mismo nombre publicada en 1979. Otro tiempo, otra vida también se ha adaptado a la serie Den fjärde mannen (2014) y las serie estadounidense Backstrom se basa en las novelas Linda, como en el asesinato de Linda y Den som dödar draken (2008).
Además de su obra de ficción, Persson ha publicado numerosos artículos sobre criminología, y es autor de libros sobre caza, cocina y de dos autobiografías.

## Premios y distinciones
- 2020: Medalla de S.M. el Rey «por su destacada labor educativa como criminólogo».[14]
- 2019: Diploma de Gran Maestro de la Academia Sueca de Escritores de Novela Policíaca.[15]
- 2017: Premio honorífico Kristallen.[16]
- 2012: Premio Piraten.[17]
- 2012: Embajador de la Seguridad del año, otorgado por la revista SecurityUser.com y la asociación de expertos Säkerhet för Näringsliv och Samhälle (Seguridad para los Negocios y la Sociedad (SNOS), por promover cuestiones relacionadas con la seguridad.[18]
- 2011: Premio Llave de Vidrio por El detective moribundo.[19]
- 2011: Premio Palle Rosenkrantz por El detective moribundo.[20]
- 2011: Votado «autor del año» por los lectores de la revista del sindicato de funcionarios Vision.[21]
- 2010: Premio de la Academia Sueca de Escritores de Novela Policíaca a la mejor novela policíaca sueca por El detective moribundo.[22]
- 2010: Placa BMF (Asociación de Asistentes de Librerías) por El detective moribundo.[23]
- 2007: Pocketpriset de la Asociación de Editoriales de Suecia por Linda - como en el asesinato de Linda.
- 2003: Premio de la Academia Sueca de Escritores de Novela Policíaca a la mejor novela policíaca sueca por Otro tiempo, otra vida.
- 1982: Premio de la Academia Sueca de Escritores de Novela Policíaca a la mejor novela policíaca sueca por Samhällsbärarna.